# Лацешти (Васлуј)
Лацешти (рум. Lățești) насеље је у Румунији у округу Васлуј у општини Мурђени. Oпштина се налази на надморској висини од 64 m.

## Становништво
Према подацима из 2002. године у насељу је живело 403 становника, од којих су сви румунске националности.